# 봉헌 생활회
봉헌 생활회(奉獻生活會)는 교회법에 따라 고유한 법률에 따른 서원이나 그 밖의 다른 거룩한 결연을 통하여 정결과 청빈과 순명의 복음적 권고를 서원하는 봉헌생활이 고정적인 삶의 형태로 생활화되도록 교회의 관할권자로부터 법적으로 설립되고 공립 법인으로 만들어진 단체이다. 봉헌 생활회에 대한 법적 정의와 규정은 교회법 673조부터 730조까지 기재되어 있다.
교회법전에서 허용된 봉헌생활회는 세상과 분리하며, 공적인 서원을 통하여 공적 증거를 하면서 형제적인 공동생활을 영위하는 수도회와 세상에서 복음적 권고를 실천하는 삶을 사는 재속회가 있다.
봉헌 생활회는 사도좌나 교구장 주교에 의해서 설립될 수 있는데, 교구장 주교는 사도좌와 의논하고 나서 자기 지역에서 정식 교령으로 설립할 수 있다. 사도좌에 의하여 설립되었거나 사도좌의 정식 교령에 의하여 승인되었으면 성좌 설립이라고 일컫고, 교구장에 의하여 설립되었고 사도좌로부터 승인 교령을 아직 받지 아니하였으면 교구 설립이라고 말한다.
봉헌 생활회에 대한 관리 감독은 교황청 기구인 수도회성에서 담당하고 있다.

## 같이 보기
- 사도 생활단
- 수도회성